# Museo de Sitio de Comalcalco
El Museo de Sitio de Comalcalco es un museo arqueológico localizado en el interior de la zona arqueológica de Comalcalco, en el estado mexicano de Tabasco. Fue inaugurado en 1984 y resguarda más de 600 piezas procedentes de esta ciudad maya. Dentro de las piezas más importantes de este museo, se encuentran las urnas funerarias descubiertas en esta zona arqueológica en 1991, así como el texto epigráfico maya más largo encontrado hasta la fecha en Tabasco, inscrito en la superficie de un aguijón de cola de raya. También el museo exhibe 50 de los 4601 ladrillos grabados descubiertos en la zona arqueológica.

## Historia
El museo de sitio fue inaugurado en junio de 1984 y fue reinaugurado el 8 de octubre de 1994 con el concepto museográfico de los arqueólogos Román Piña Chan, Ricardo Armijo Torres y Mario Pérez Campa.
Remodelado en el 2011, el museo ofrece a sus visitantes una moderna museografía y presenta más de 600 piezas arqueológicas representativas del mundo maya halladas durante décadas de exploraciones, desde su descubrimiento hace 130 años, entre las que destacan 50 ladrillos grabados. Al museo se le construyó una segunda sala en la que se muestran los últimos descubrimientos realizados en la zona arqueológica.

## Descripción
El museo fue construido con un diseño arquitectónico basado en las ideas del poeta tabasqueño Carlos Pellicer Cámara, y el guion museográfico de la arqueóloga Amalia Cardós. En la actualidad cuenta con una moderna museografía y un discurso actualizado, que presenta más de 600 piezas arqueológicas representativas del mundo maya halladas durante décadas de exploraciones, desde el descubrimiento del sitio hace más de 130 años por el explorador Désiré Charnay hasta nuestros días.
En un área de exhibición de 750 metros cuadrados, distribuida en dos niveles y que duplica la extensión que tenía antes de su remodelación, se relata la historia del sitio, el entono natural, los rituales que ahí se efectuaban en la época prehispánica, las costumbres funerarias y la vida cotidiana.
La construcción incluye, una unidad de servicios para turistas, que consta de dos edificios: el primero dividido en taquilla, expendio de publicaciones, locales de artesanías, cafetería, sanitarios, área lúdica y oficinas, el segundo: destinado en parte como estancia de usos múltiples, y el resto como sala de proyecciones temática con capacidad para albergar 50 personas sentadas, quienes conocerán a través de videos como era la vida en el esplendor de esta ciudad maya, así como también se pueden observar videos de promoción turística de otros atractivos del estado, en 11 pantallas que se ubicaran a lo largo de las paredes del lugar.
El museo y la sala temática, están climatizados, además se distribuyen materiales gratuitos de información sobre la ciudad maya, tanto en español como en inglés. Sin contar que la museografía de los monumentos se puede leer en 2 idiomas y 2 lenguas, inglés, español, chol y nahuatl.

## Acervo
Cuenta con una sala permanente con 16 vitrinas temáticas que exhiben los vestigios arqueológicos de la cultura maya-chontal, se trata de piezas y esculturas manufacturadas en arcilla, piedra, concha, caracol, hueso y metal.
En el museo se expone, en forma breve y práctica, la historia de Comalcalco durante la época preshispánica. Este museo tuvo como antecedente una colección de piezas arqueológicas reunida por el profesor Rosendo Taracena y sus alumnos al iniciar el siglo XX. Más tarde, Carlos Pellicer Cámara guardó la colección, en la que sobresalía una gran cantidad de ladrillos decorados.
El museo exhibe parte del texto epigráfico maya más largo encontrado hasta la fecha en Tabasco, inscrito en glifos mayas en el siglo VIII, sobre la diminuta superficie de un aguijón de cola de raya, que formaba parte del ajuar funerario del yajaw k´ahk´, "señor de fuego", Aj Pakal Tahn. Conjuntamente con otros símbolos inscritos en pendientes de concha, el texto suma 260 jeroglíficos y relata 14 años de la vida de este sacerdote; esta ofrenda fue descubierta en 1998, en la fachada sur de los Templos II y IIA de la Plaza Norte de la zona arqueológica, junto con otras 24 espinas, también con inscripciones, y otros objetos de carácter ritual. Igualmente se pueden apreciar ejemplos de ofrendas, ajuares y urnas funerarias, con un enterramiento dentro de una de ellas.
| Imágenes del Museo de Sitio de Comalcalco                                                 |                                             |                                                        |                                          |                                    |
|                                                                                           |                                             |                                                        |                                          |                                    |
| Ofrenda funeraria encontrada en la zona arqueológica.                                     | Cabeza de mujer elaborada en estuco.        | Mascarón en estuco que adornaba los templos            | Mascarón en estuco.                      | Mascarón que adornaba los templos. |
|                                                                                           |                                             |                                                        |                                          |                                    |
| Aguijón de cola de raya, grabado, que formaba parte del ajuar funerario de Aj Pakal Tahn. | Cabeza maya con deformación craneana.       | Caracol usado para crear sonidos musicales o de guerra | Cabezas en estuco decoraban los templos. | Vasijas de barro.                  |
|                                                                                           |                                             |                                                        |                                          |                                    |
| Diversos ladrillos grabados.                                                              | Ladrillo del dios Ahkal Te' Chaahk Ohl K'uh | Una de las 7 urnas funerarias encontradas              | Uno de los 4 601 ladrillos grabados      | Recipientes de barro.              |